# Сражение при Вёрте-Фрёшвиллере (1793)
Сражение при Вёрте-Фрёшвиллере (фр. Bataille de Wœrth-Frœschwiller) произошло 22 декабря 1793 года и привело к победе французских республиканских войск под командованием генерала Гоша над австрийцами под командованием генерала фон Готце. Редуты австрийцев были взяты французскими солдатами в штыки.

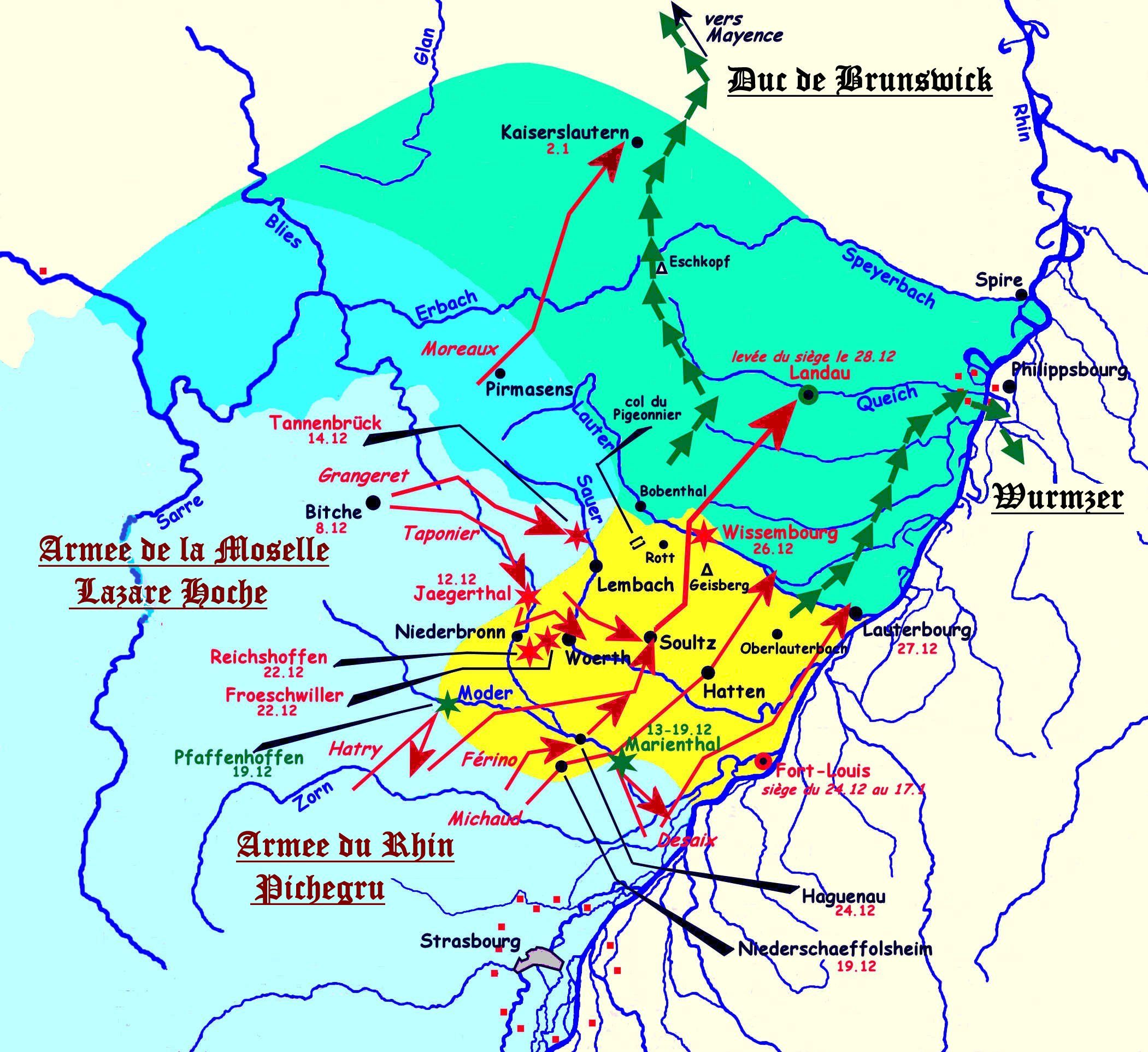
Боевые действия на Рейнском ТВД в декабре 1793 г.

После предыдущих неудач середины декабря по взятию австрийских редутов вдоль Модера, был составлен новый план совместно генералами Гошем и Пишегрю, командующими Мозельской и Рейнской армиями. Ранее французы не атаковали редуты в лоб, поскольку пытались обойти их через долины. На этот раз, чтобы прорвать австрийские позиции, было решено атаковать в лоб самый сильный и наиболее защищенный пункт Фрёшвиллер, обороняемый четырьмя редутами и реданом.
21-го Гош лично рекогносцировал местность и разработал новую тактику, особенности которой заключались в том, чтобы сначала усиленная артиллерия, расположенная в Невиллере, с 10 часов утра стала обстреливать редуты. Под прикрытием артиллерийского обстрела пехота и кавалерия должны были максимально сблизиться с вражескими позициями. По окончании первого обстрела пехота бегом должна была атаковать редуты, прежде чем австрийцы смогли успеть перезарядить оружие. Также Гош распространил слух о том, что французы деморализованы и рассматривают возможность прекращения наступления из-за дезертирства.
Утром 22-го декабря густой туман покрыл район Невиллера и Фрёшвиллера, что благоприятствовало приготовлениям и подходу войск. Французская артиллерия открыла огонь как по Лембаху, по пруссакам, чтобы остановить переброску их войск, так и по Рейхсгофену, чтобы не привлекать внимания к Фрёшвиллеру. Около 11 часов утра венгерские пограничные части, бывшие на аванпостах и подвергшиеся артобстрелу, эвакуировали лес между Фрёшвиллером и Лангензульцбахом, и редуты оказались изолированы. Французская пехота, после некоторой задержки, бегом бросилась в атаку на редуты, которые пали один за другим. Только один редут, полковника Россельмини, сопротивлялся полчаса, пока у него не закончились боеприпасы. Из роты императорских гренадеров, удерживавшей редут к северо-востоку от Фрёшвиллера, осталось в живых только пять человек.
За два часа сражение было выиграно. Французские войска захватили 16 пушек, 20 зарядных ящиков и взяли 500 пленных, потеряв при этом 80 убитыми и 150 ранеными (по другим данным — 1000 убитых и раненых). 
Узнав в 12 часов дня об успехе французов, прусский командующий герцог Брауншвейгский наконец решил послать подкрепление к Либфрауэнбергу, но было уже слишком поздно. Вечером этого же дня Вурмзер, австрийский командующий, чтобы избежать окружения, эвакуировал Агенау. Вёрт, Герсдорф и Митшдорф были заняты французами. В результате операции союзники были вынуждены отказаться от своей позиции по реке Модер.